# Kralendijk

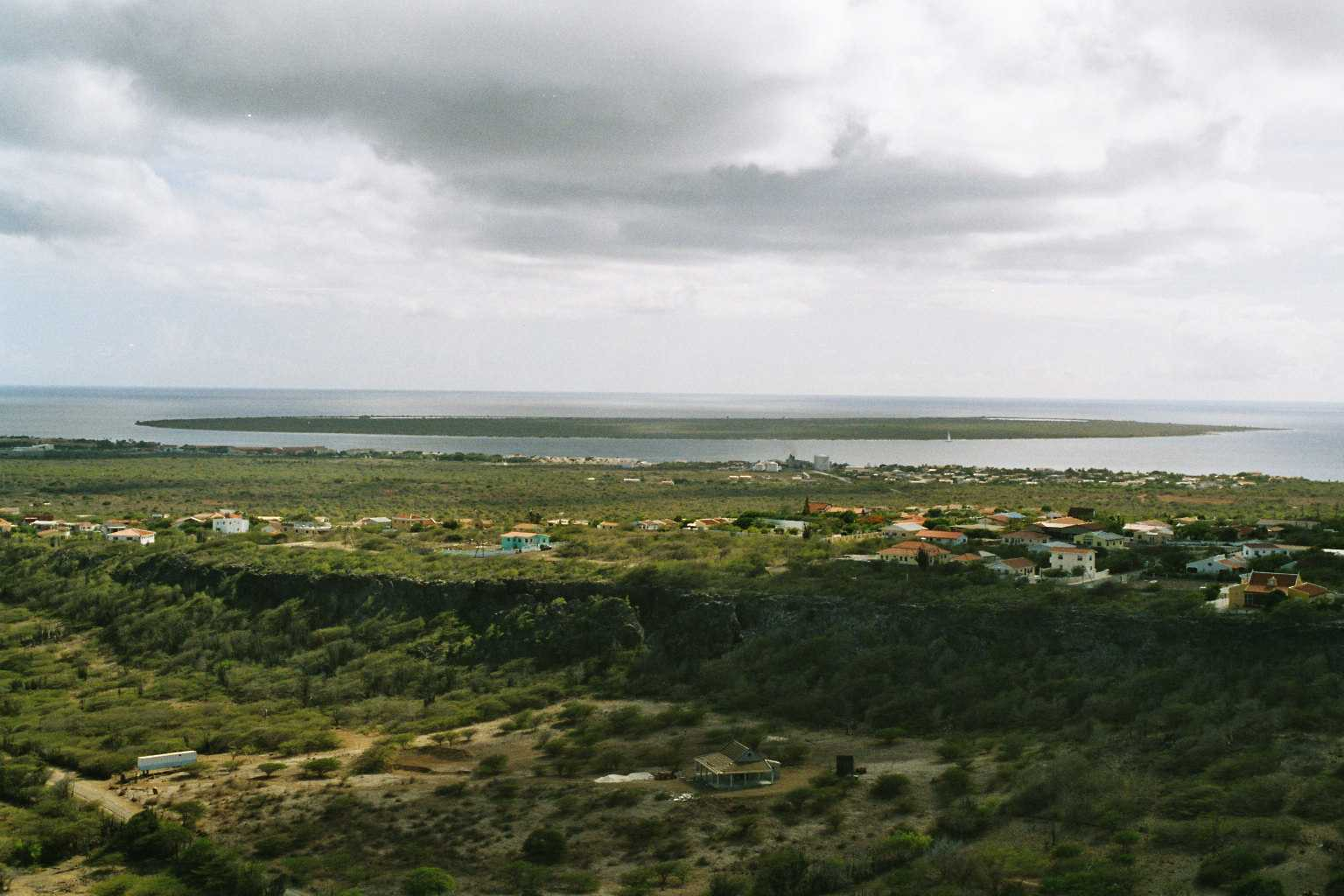
Kralendijk

Kralendijk är huvudort på ön Bonaire i Nederländska Antillerna. Orten kallas även Playa av lokalbefolkningen.

## Staden
Kralendijk är belägen på öns västra del och har cirka 3 500 invånare. 
Staden genomkorsas av esplanaden Kaya Craane och Kaya Grandi. Centrum utgörs av området kring Plasa Wilhelmina med historiska byggnader som Customs House, Bestuurskantoor och Fort Oranje från 1700-talet med tillbyggd fyrtorn. Vid hamnen nära piren finns en marknad med varor från Venezuela.
Staden har förutom förvaltningsbyggnader även ett universitetscampus Xavier University School of Medicine och en rad shoppingmöjligheter i såväl gallerior som större varuhus.
Sedan 1960-talet är turism en stor inkomstkälla för Kralendijk och många kryssningsfartyg lägger till i hamnen. Flygplatsen heter Flamingo International Airport, belägen lite söder om centrum.

## Historia
Ön upptäcktes 6 september 1499 av spanske sjöfararen Alonso de Ojeda och området beboddes från början av Arawakindianer. Kralendijk blev från 1636 en ort för West-Indische Compagnie (Nederländska Västindiska Kompaniet).
Namnet härstammar från Koralendijk (korallrev) och syftar på det tidigare rikliga korallfisket i området, nuvarande namn är en förvanskning genom tiderna.